# 埃恩格利斯赫巴扎尔
埃恩格利斯赫巴扎尔（English Bazar），是印度西孟加拉邦Maldah县的一个城镇。总人口161448（2001年）。

## 人口
该地2001年总人口161448人，其中男性82932人，女性78516人；0—6岁人口16515人，其中男8606人，女7909人；识字率74.58%，其中男性为78.28%，女性为70.67%。